# ラ・デジラード (コミューン)
ラ・デジラード (La Désiradiens)はカリブ海のフランス領グアドループにあるコミューンである。地理的には、ラ・デジラード島およびプティト・テール諸島がこのコミューンに含まれる。

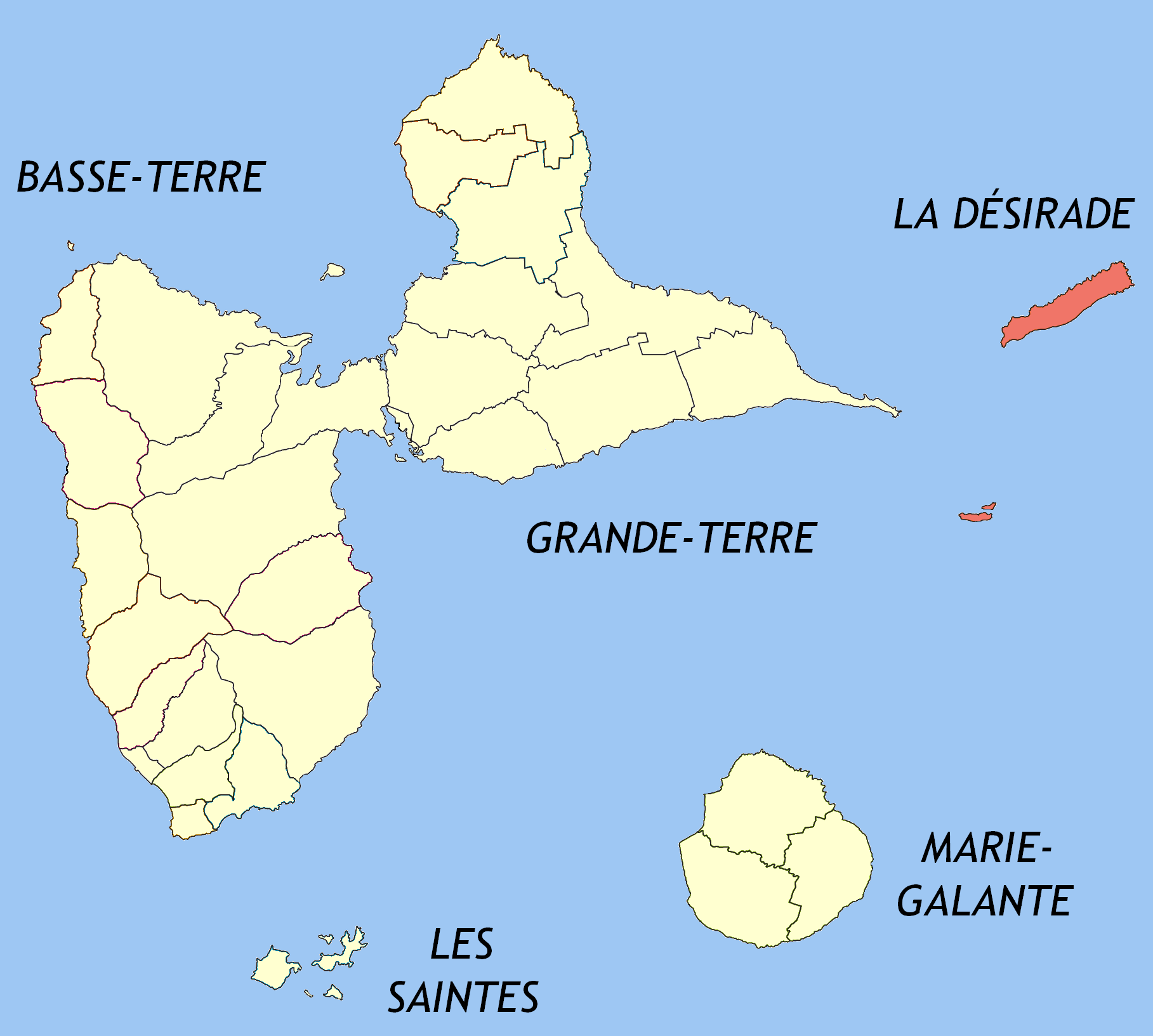
ラ・レジラードの位置